# 圣康坦德沙莱
圣康坦德沙莱（法語：Saint-Quentin-de-Chalais，法語發音：[sɛ̃ kɑ̃tɛ̃ də ʃalɛ]，意为“沙莱的圣康坦”）是法国夏朗德省的一个市镇，属于昂古莱姆区，因靠近沙莱而得名。

## 地理
圣康坦德沙莱（45°15'28"N, 0°4'5"E）面积12.38 平方千米，位于法国新阿基坦大区夏朗德省，该省份为法国西部内陆省份，北起德塞夫勒省和维埃纳省，东临上维埃纳省，东南至多尔多涅省，南至多爾多涅省，西接滨海夏朗德省。
与圣康坦德沙莱接壤的市镇（或旧市镇、城区）包括：巴扎克、沙莱、莱塞萨尔、奥里瓦勒、鲁菲亚克、圣阿维、帕尔库勒-舍诺。

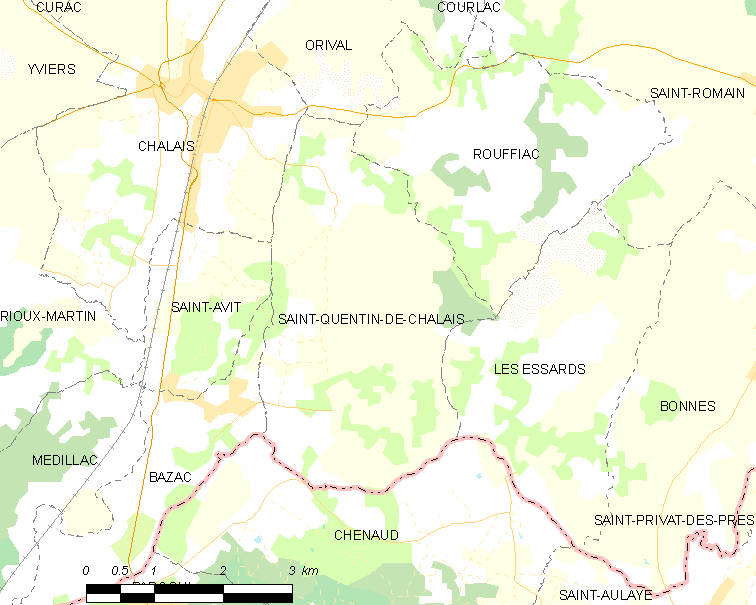
圣康坦德沙莱的OSM定位图

圣康坦德沙莱的时区为UTC+01:00、UTC+02:00（夏令时）。

## 行政
圣康坦德沙莱的邮政编码为16210，INSEE市镇编码为16346。

## 政治
圣康坦德沙莱所属的省级选区为蒂德-拉瓦莱特县。

## 人口

1962-2008年间圣康坦德沙莱人口变化图示

圣康坦德沙莱于2022年1月1日时的人口数量为243人。